# RGA-86轉輪式榴彈發射器
RGA-86（意為：1986年型號手持式自動榴彈發射器）是一款由波兰華沙科技軍事大學當中，S·西謝爾斯基、M·柴拉斯基、S·迪里茲基、H·哥別斯基、W·科佩爾尼斯基、J·帕洛斯基和R·波茲斯基所組成的研究團隊在1983年起設計並且在1986年開始生產的警用型雙動操作15連發轉輪式肩射型榴彈發射器，發射26毫米口徑榴彈。

## 歷史
RGA-86是由華沙科技軍事大學所研發的一款连发枪械，旨在打擊100公尺以內的有生力量。1987年4月3日，研究團隊從波蘭專利局獲得了專利號P-264451。
但隨著波蘭走向自由化，其相關的研發計劃也被中止，並無進入量產階段。
2008年，波蘭華沙科技軍事大學和機械設備的研究和發展中心聯手，再度研製出轉輪式榴彈發射器，其為40×46毫米口徑的RGP-40，這是後話。

## 設計細節
RGA-86的槍管是由硬質鋁合金所製成，並且採用了光滑內膛，口徑為26.7毫米。
該發射器的前握把和提把分別位於槍管中部和膛室至機匣前部之間的頂端，而提把的底部裝有其瞄準具。而弹巢懸吊在與槍管剛性連接的可旋轉承軸以上，並且在槍管與機匣之間，以及提把的底部。機匣後部裝有的雙動操作扳機可防止意外射擊。位於扳機後部的是AK-47式手槍握把，以及其金屬製折疊式槍托。
RGA-86裝彈時將弹巢後方的圓形護蓋的右側護板向下打開，露出弹巢的膛口以後對膛室中逐一裝填榴彈。裝填完畢以後，把彈巢以逆時針旋轉轉輪並且扭緊其內置的卷簧（類似上發條）以得到旋轉力，最後往上緊閉右側護板即可發射。發射時只要扣下其雙動操作扳機，就可藉卷簧壓力使龐大而沉重的彈巢順時針方向旋轉，將榴彈逐一發射出去。
RGA-86所發射的彈藥為專屬的26毫米榴彈，彈種包括NPL-26動能彈、“滷水”式橡膠重彈頭（即獨頭彈）、“群雄”式橡膠散彈（藥筒內裝14顆橡膠彈丸），以及信號彈（因而令其被誤解為信號槍）、煙霧彈、催淚彈、閃光彈與震撼彈。
此外，RGA-86配有所屬的槍背帶、清潔桿、注油器和彈藥袋。

## 預定用途
RGA-86預定被警察、警備的單位和分隊使用。

## 外部連接
- （繁體中文）—人民网.com—波蘭RGA-86 26mm榴彈發射器（页面存档备份，存于）